# Museum Wormianum
Museum Wormianum var et raritetskabinet og Danmarks første museum. Det blev skabt af Ole Worm, der var læge, oldtidsforsker og polyhistor, og levede 1588-1654. Samlingen bestod af af genstande fra mineral-, plante- og dyreriget, men der var også antikviteter, kunstgenstande og etnografika. Den indeholdt bl.a. et horn fra en narhval, som Worm var den første videnskabsmand der identificerede som den egentlige kilde til enhjørningehorn, hvilket skete i 1638.
Den blev opbygget til brug i hans undervisning på Københavns Universitet.
Efter Worms død blev samlingen en del af Kongens Kunstkammer, som kong Frederik 3. havde grundlagt i 1650. Worm udgav desuden katalog over samlingen, som udkom i Leiden i 1655, året efter hans død. Dele af samlingen indgår i dag i Geologisk Museums udstilling.